# Hongqi Shuiku (reservoar i Kina, Sichuan, lat 31,14, long 105,77)
Hongqi Shuiku (kinesiska: 红旗水库) är en reservoar i Kina. Den ligger i provinsen Sichuan, i den sydvästra delen av landet, omkring 170 kilometer öster om provinshuvudstaden Chengdu. Trakten runt Hongqi Shuiku består till största delen av jordbruksmark.
Genomsnittlig årsnederbörd är 1 328 millimeter. Den regnigaste månaden är juli, med i genomsnitt 302 mm nederbörd, och den torraste är december, med 5 mm nederbörd.